# Omã nos Jogos Olímpicos de Verão de 2000
Omã participou dos Jogos Olímpicos de Verão de 2000 em Sydney, Austrália.